# شريط مطاطي طبي
ألأشرطة المطاطية الطبية (بالإنجليزية: Elastic therapeutic tape)‏ هي عبارة عن شريط من القطن المرن مع لاصق إكريليك يضمن التصاقها على الجلد، تستعمل لأغراض طبية، أساسا لعلاج الألم والتمزقات العضلية الناتجة عن الإصابات الرياضية ومجموعة متنوعة أخرى من الاضطرابات البدنية.

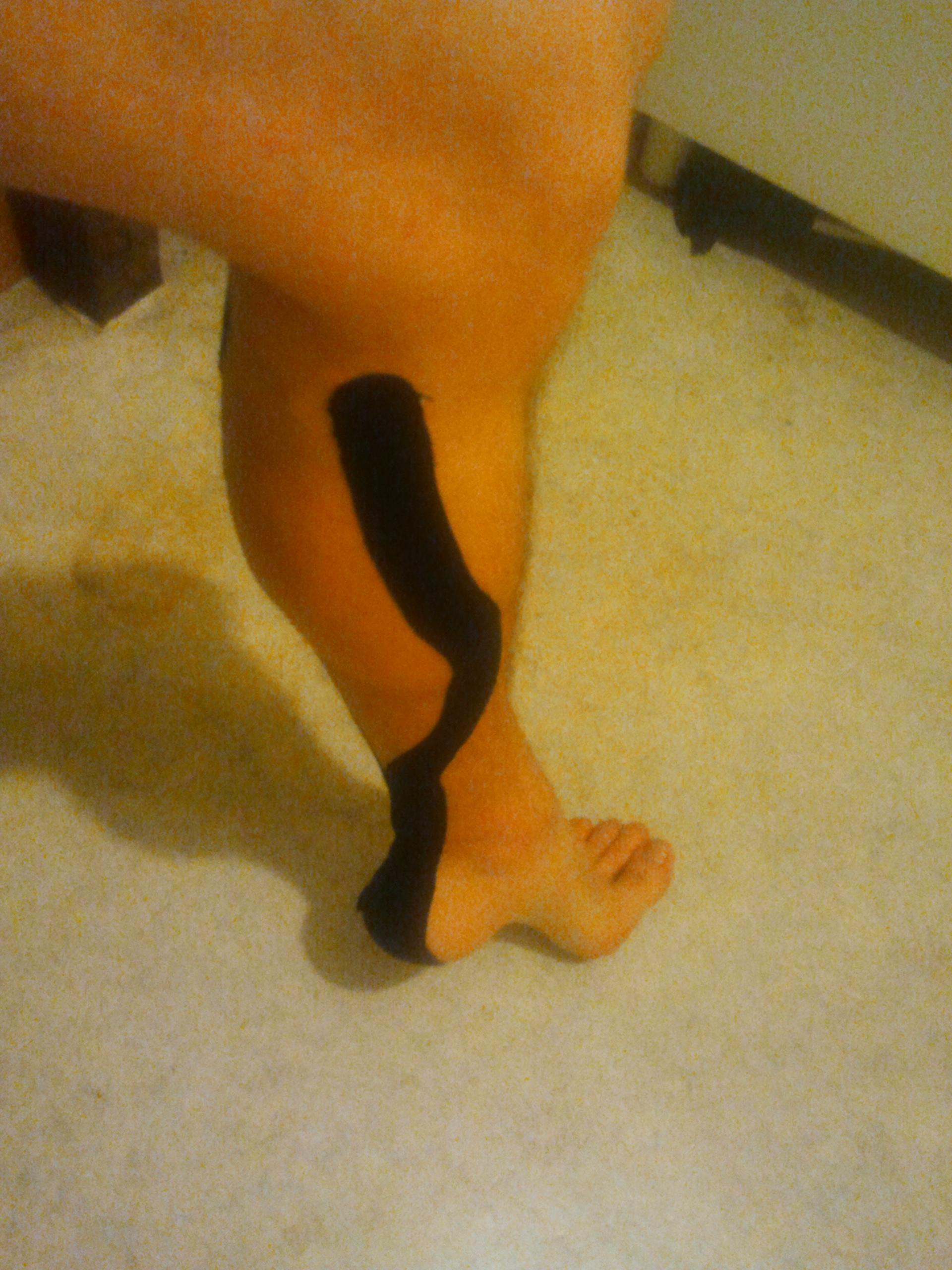
شريط مطاطية طبيي، مطبق على ساق مريض لأغراض علاجية.

تشير بعض البحوث إلى أن الربط المرن للعضلات المتضررة؛ التي تسبب آلام عضلية وعظمية لدى بعض الأشخاص، من شأنه أن يساعد في كثير من الأحيان على تخفيف تلك الآلام، لكن في نفس الوقت ليس هناك دليل واضح على أنه يمكنها إلغاء العجز في حالات الألم المزمن.

## الخصائص
الشرط المطاطي الطبي عبارة عن شريط قطني رقيق ومرن يمكن أن يمتد إلى حوالي 140% من طوله الأصلي.
 نتيجة لذلك، فإن تطبيق الشريط الممتد في المكان المصاب، سوف يرغم الشريط على «التراجع» إلى طولها الأصلي وبالتالي خلق قوة سحب على الجلد. تسمح هذه الخاصية المرنة للأشرطة بالقيام بمجموعة أكبر من الحركة مقارنة بالاشرطة التقليدية (الشريط اللاصق الجراحي)، لذلك يمكن تركها لفترة، دون أن تسبب أي ضرار للجلد قبل أن يتم نزعها.
صممت هذه الأشرطة خصيصا لتقليد جلد الإنسان، سواء من حيث السمك أو الخصائص المرنة، حيث يمكن لها الامتداد من 40 إلى 30% من طولها في الاتجاه الطولي، مكونة أساسا من مادة اللاتكس مع لاصق الاكريليك، الذي يتم تفعيله عن طريق الحرارة. ألياف القطن التي تتكون منها تسمح بارتدائها لمدة أطول، تصل إلى 4 أيام.
تتجلى فوائد استعمال الشريط المطاطي الطبي، في عمله على تصحيح مشكل محاذات العضلات الضعيفة وتسهيل الحركات المفصلية نتيجة لخصائص الشريط الارتدادية، ومن جهة أخرى يعمل هذا الشريط على رفع الجلد، وبالتالي زيادة المساحة تحته، وزيادة تدفق الدم وأيضا الرفع من كفاءة تداول السوائل اللمفاوية (التي يؤدي ترامكها للتورم). من شأن هذه الزيادة في الحيز الخلالي خفض ضغط المطبق على مستقبلات الأذية في الجسم، وفي نفس الوقت تحفيز المستقبلات الميكانيكية، وبالتالي تحسين الإحساس وتقليل الألم.